# Jacaranda poitaei
Jacaranda poitaei là một loài thực vật có hoa trong họ Chùm ớt. Loài này được Urb. mô tả khoa học đầu tiên năm 1912.